# Schleuse Bamberg
Die Schleuse Bamberg wurde in der Zeit von April 1964 bis 1966 im Rahmen des Baues der Bundeswasserstraße Main-Donau-Kanal errichtet. Sie ist als Sparschleuse mit drei Sparbecken westlich des Schleusenbeckens ausgeführt.

## Schleuse
Die Schleuse befindet sich bei Kanal-Kilometer 7,42, hat bei einer Kammerlänge von 200 m eine nutzbare Länge von 190 m und eine Nutzbreite von 12 m.
Das Oberwasser hat eine Höhe von 241,8 m ü. NN, die des Schleusenunterwassers liegt bei 230,86 m ü. NN. Die Schleusungs-Fallhöhe beträgt 10,94 Meter.

## Steuerung
Die Schleuse hat einen eigenen Kommandostand, wird aber seit 2007 aus der Leitzentrale der WSV in Neuses an der Regnitz fernbedient. Von dort aus werden auch die Schleusen Forchheim, Hausen und Strullendorf ferngesteuert. Ab 2024 soll die Steuerung von zwölf Schleusen aus der Leitzentrale Nürnberg  erfolgen, später die aller 16 Kanalschleusen.
Die Schleuse ist, außer bei Betriebsstörungen wie beispielsweise Unfällen, Wartungsarbeiten oder Eisgang, ganzjährig rund um die Uhr betriebsbereit und nachts beleuchtet. Im Ober- und Unterwasser bestehen jeweils Schleusenvorhäfen für die Berufsschifffahrt, Warteplätze mit Sprechstellen für die Freizeitschifffahrt und Slipanlagen für Kleinfahrzeuge. Kleinfahrzeuge werden nur tagsüber und meist zusammen mit der Großschifffahrt abgefertigt. Muskelkraftgetriebene Wasserfahrzeuge werden nicht geschleust; für diese steht an den Slipstellen ein bepfandeter Transportwagen zum händischen Umsetzen bereit.

## Betriebsstörungen
- Im Februar, April und Mai 2006 schlugen unabhängig voneinander drei Gütermotorschiffe zwischen der Schleuse Bamberg und dem Hafen Bamberg leck und mussten von THW und Feuerwehr gelenzt werden, um ein Sinken zu verhindern.[9]
- Am 31. Januar 2008 ging ein weiteres Frachtschiff in der Schleusenkammer leck und sank dort. Die Besatzung konnte sich durchnässt retten. Die Bergung des Schiffes gestaltete sich äußerst schwierig und es kam zu einem Ölaustritt. Die Schifffahrt war zunächst blockiert.[10]